# Diana Thomas (escritora)
Diana Thomas (anteriormente David Thomas; nascido em 17 de janeiro de 1959), mais conhecido pelo pseudônimo de Tom Cain, é um jornalista inglês e autor de uma série de romances de suspense sobre o protagonista Samuel Carver.

## Biografia
A mãe de Thomas era a nobre democrata liberal, Baronesa Thomas de Walliswood. Seu pai era um diplomata britânico, David Churchill Thomas. Durante os primeiros anos de sua vida, Thomas viveu em Moscou e também morou em Washington, DC, e Havana, Cuba. Ela foi educada no Eton College e no King's College, em Cambridge, onde estudou História da Arte.
Ela passou 25 anos como jornalista, trabalhando para publicações como The Daily Mail e The Mail on Sunday. Ela foi ridicularizada no Private Eye por suas frequentes contribuições a esses jornais, sendo satirizada como "Daily Thomas of the David Mail". Ela trabalhou como repórter de TV no Film '82. Em 1989, ela se tornou a mais jovem editora da revista Punch, cargo que ocupou por três anos. Em 1995, seu romance em quadrinhos Girl foi publicado. Nele, um homem dá entrada no hospital para uma pequena cirurgia, mas acidentalmente recebe a cirurgia de redesignação sexual destinada a outro paciente. Entre 2007 e 2012, ela escreveu uma série de thrillers bem-recebida sobre um ex-fuzileiro naval que virou assassino, Samuel Carver.
Em 2019, Thomas começou a escrever uma coluna no Daily Telegraph - A New Woman - sobre a transição para se tornar uma mulher, Diana Thomas. Julie Bindel, a activista feminista e escritora, criticou a coluna, salientando que Thomas foi anteriormente um activista dos direitos dos homens. Bindel descreveu o livro de Thomas de 1992 Not Guilty: The Case in Defence of Men, como "um discurso sobre como as feministas têm a coragem de culpar os homens pelas coisas terríveis que fazem às mulheres, em vez de a si mesmas". Bindel conclui sobre as opiniões de Thomas sobre as mulheres: "Enquanto as feministas lutam pelo direito das mulheres de se libertarem dos estereótipos sexuais opressivos, pessoas como Thomas os reivindicam para [si]". A coluna terminou em 19 de dezembro de 2020, com Thomas se despedindo emocionada de seus leitores enquanto refletia sobre sua angustiante jornada transgênero.
Como Diana Thomas, ela escreveu em sua defesa que a transição pode ser considerada análoga à imigração: "Se alguém nascido na Índia vem para a Grã-Bretanha legalmente, passa no teste de cidadania e obtém um passaporte do Reino Unido, quem ousa dizer: 'Você não é britânico'?" Apenas um racista. Bem, no que diz respeito à lei, quando eu receber um Certificado de Reconhecimento de Gênero, serei uma mulher, assim como aquele imigrante é britânico, e negar esse fato não seria melhor do que preconceito racial.'
Suas influências de escrita incluem Lee Child, Ian Fleming e George Macdonald Fraser.

## Livros
- 1993 Not guilty: men, the case for the defence[15]
- Girl de 1995

### SérieSamuel Carver
- 2007 The Accident Man
- 2008 The Samuel Carver Survivor (título nos EUA: No Survivors)
- 2009 Assassin
- 2010 Dictator
- 2011 Carver
- 2012 Revenger